# Auguste Dupont
Pour les articles homonymes, voir Auguste Dupont (homonymie) et Dupont.
Auguste Dupont, né le 5 octobre 1798 à Périgueux et mort le 20 août 1850 à Chamiers, est un imprimeur, journaliste et homme politique français.

## Biographie
Fils de l'imprimeur périgourdin François Dupont, Jean-Baptiste Auguste Dupont s'associa à son frère aîné Paul dans la fabrication de pierres lithographiques. Médaillé de bronze à l'exposition des produits de l'industrie française en 1833, Auguste Dupont fit exploiter une carrière sur le plateau de Châteauroux pour en extraire un calcaire jaune très pur qui rivalisait en qualité avec les pierres lithographiques de Bavière (grand prix et médaille d'or de la Société d'encouragement pour l'industrie nationale en 1836, médaille d'argent à l'exposition des produits de l'industrie française en 1839).

Auguste Dupont fut également récompensé pour son invention de la lithotypographie, qui permettait de reproduire des livres anciens (médaille d'argent à l'exposition des produits de l'industrie française en 1839, médaille de platine de la Société d'encouragement pour l'industrie nationale en 1844). Il inventa aussi un procédé de gravure chimique sur pierre imitant la gravure sur bois. Ces inventions lui valurent la croix de chevalier de la Légion d'honneur le 16 décembre 1844.
Fondateur et rédacteur en chef de L’Écho de Vésone, un journal d'opposition modérée, juge au tribunal de commerce de Périgueux, président-fondateur d'une société de secours mutuels des ouvriers, Auguste Dupont participa à la vie politique et sociale périgourdine, au sein de la garde nationale, qu'il commanda, et du conseil municipal. En 1848, il fut élu représentant du peuple à l'Assemblée nationale constituante, où il siégea dans les rangs de la Droite.
Non réélu à l'Assemblée nationale législative, il publia dans L’Écho de Vésone une lettre qu'un de ses adversaires politiques, le député « montagnard » Jean-Baptiste Chavoix, jugea offensante. Il s'ensuivit un duel au pistolet au cours duquel Dupont fut tué. La famille de ce dernier intenta un procès contre Chavoix et obtint finalement douze mille francs de dommages et intérêts.
Son frère Paul reprit la direction de L’Écho de Vésone et poursuivit la carrière politique de son cadet en se faisant élire au Corps législatif lors du scrutin de 1852.